# Thibron mombuttu
Thibron mombuttu är en insektsart som beskrevs av Rehn, J.A.G. 1939. Thibron mombuttu ingår i släktet Thibron och familjen torngräshoppor. Inga underarter finns listade i Catalogue of Life.